# Гдешинський Петро Степанович
Петро Степанович Гдеши́нський (нар. 1 січня 1850 — пом. 5 липня 1915, Київ) — український хоровий диригент, композитор та музичний теоретик.

## Біографія
Народився 20 грудня 1849 [1 січня 1850] року в родині священика  Покровської церкви с. Нові Петрівці Степана Васильовича Гдешинського. У 1867 році закінчив Києво-Подільське духовне училище. Працював викладачем хорового співу у Богуславі. З 1913 року викладав на курсах псаломників при Київській духовній академії, очолював хор Борисоглібської церкви на Подолі у Києві. Помер у Києві 22 червня [5 липня] 1915 року.

## Творчість
Збирав, записував, створював культові наспіви. Автор посібника «Коротке практичне керівництво до постановки голосу, засобів збереження його від пошкодження і ключ до практичного співу будь-якої п'єси» (1897).